# Île d'Aix (eiland)
Île d'Aix is een eiland voor de Franse kust in het departement Charente-Maritime (regio Nouvelle-Aquitaine). Het heeft de vorm van een croissant, 600 meter breed en 3 km lang. Het is ongeveer 119 hectare of iets meer dan één km² groot. De gemeente op het eiland heet ook Île-d'Aix. Er worden vooral oesters gekweekt. Het toerisme is heel belangrijk met 's zomers tot 6.000 bezoekers per dag. Ten zuidwesten van het eiland ligt het fort Boyard.

## Geschiedenis
Het eiland had een strategisch belang door zijn ligging aan de Pertuis d'Antioche, de zeestraat tussen het Île de Ré in het noorden en het Île d'Oléron in het zuiden die de toegang van La Rochelle en Rochefort tot de Atlantische Oceaan vormt. In 1669 werd begonnen met de bouw van het Fort de la Rade op de zuidpunt van het eiland. In 1757 werden dit fort en het eiland ingenomen door de Engelsen.

### Napoleon
Keizer Napoleon I bezocht dit eiland in 1808 en gaf opdracht de verdediging te versterken door de bouw in het noorden van het eiland van Fort Liédot, genoemd naar een kolonel tijdens de Russische campagne. Bovendien liet hij er voor de commandant een huis bouwen, dat vandaag de dag een museum is.
In 1815, van 12 tot 15 juli, bracht Napoleon hier zijn laatste dagen in Frankrijk door, na zijn nederlaag in Waterloo. Hij probeerde hier een marineblokkade te forceren, om zo naar Amerika te kunnen vluchten. Toen hij zich eenmaal realiseerde dat dit onmogelijk was, schreef hij een brief naar de Britse regent. Hierop volgde zijn overgave aan HMS Bellerophon, dat hem overbracht naar Plymouth, vanwaar hij naar Sint-Helena werd overgebracht.

### 19e eeuw
In de 19e eeuw werd de verdediging van het eiland verzekerd door het ombouwen van het Fort de la Rade en de Batterie de Jamblet. Samen met de kanonnen op het Île d'Oléron kon zo de toegang tot de haven van La Rochelle en het arsenaal van Rochefort worden verdedigd. Er werd ook een semafoor gebouwd.

### 20e eeuw
In 1928 werd het huis waar Napoleon in 1815 heeft verbleven omgevormd tot een museum (Musée national napoléonien), een initiatief van baron Gourgaud. Dit huis werd gebouwd voor de militaire commandant van het eiland. Een ander museum, het Musée national africain, toont de zoölogische en etnografische collectie van baron Gourgaud.

### 21e eeuw
In 2010 werd het eiland zwaar getroffen door de storm Xynthia waarbij 97 huizen onder water kwamen te staan.

## Fotogalerij

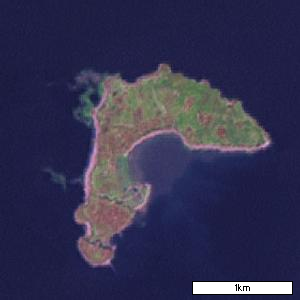
Satellietfoto van het eiland (NASA)
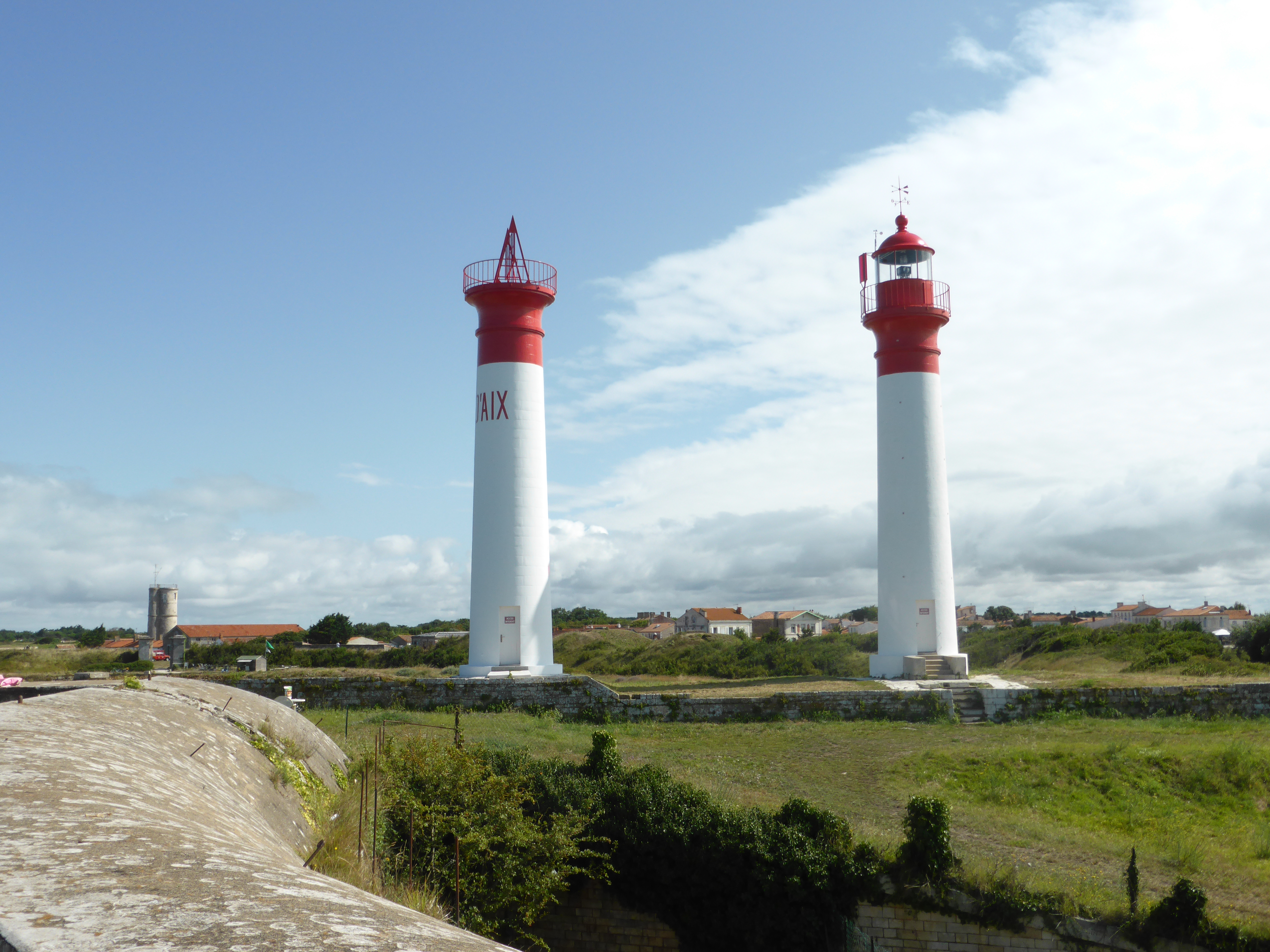
Vuurtorens
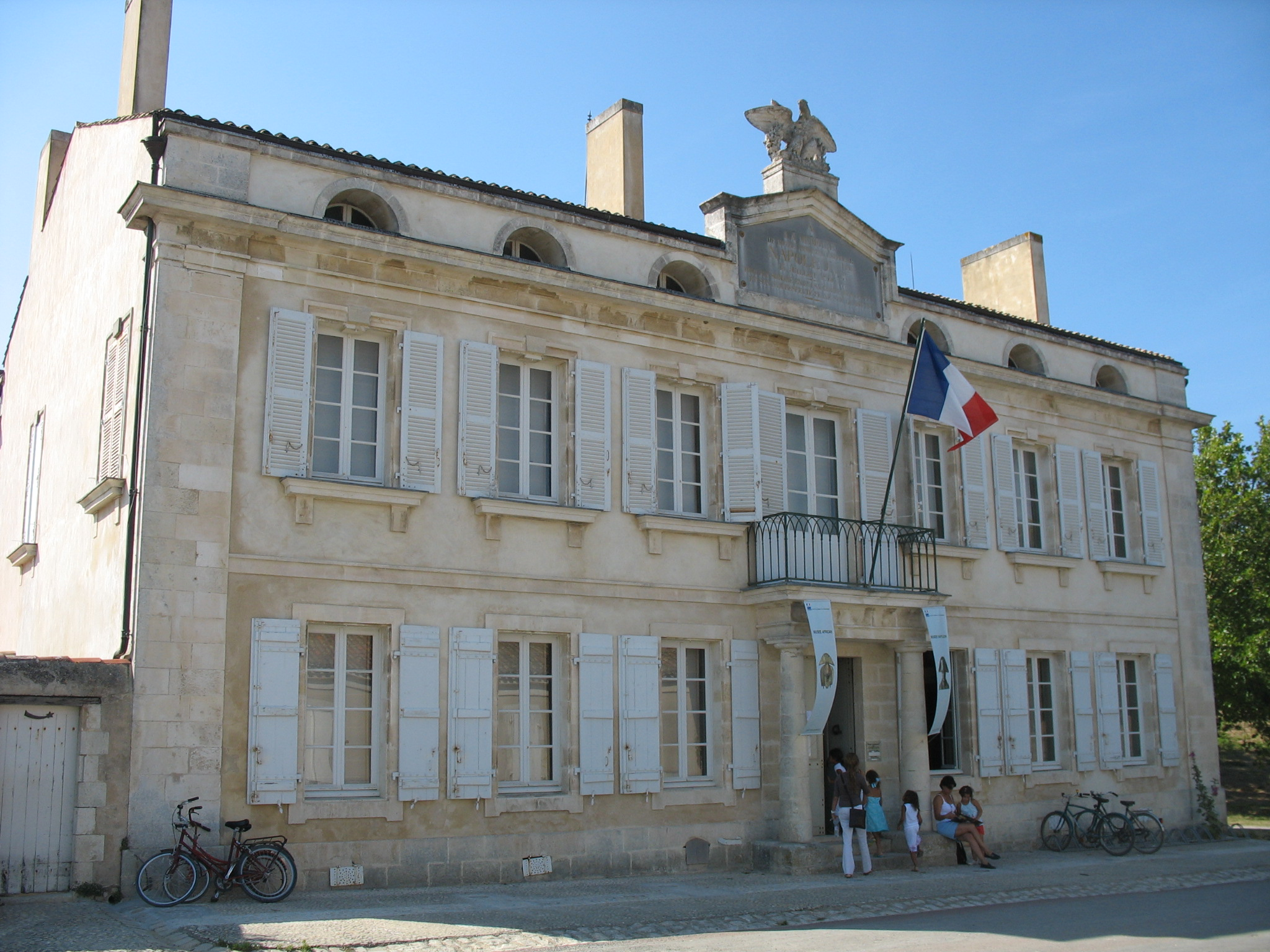
Musée national napoléonien
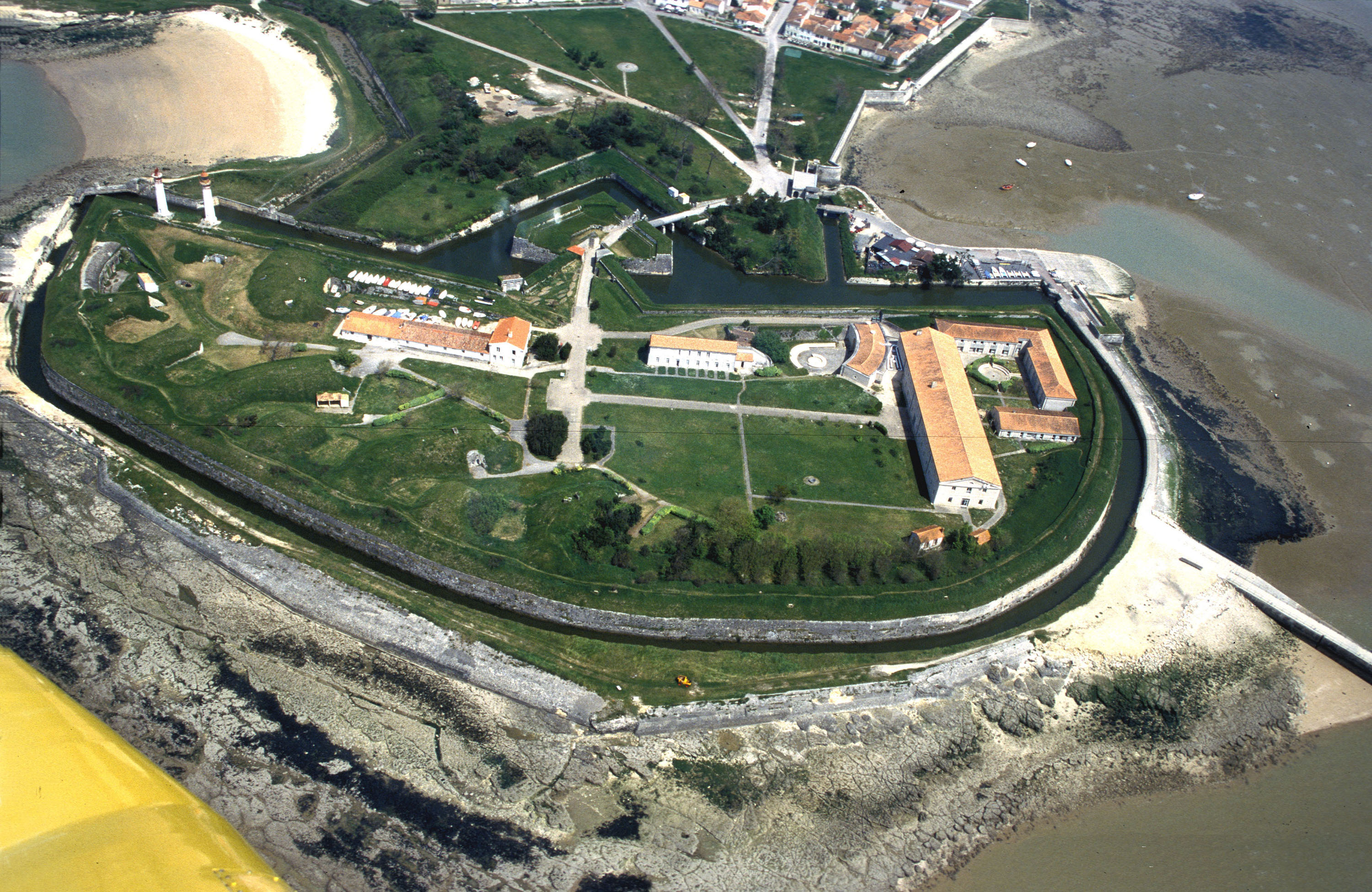
Fort de la Rade
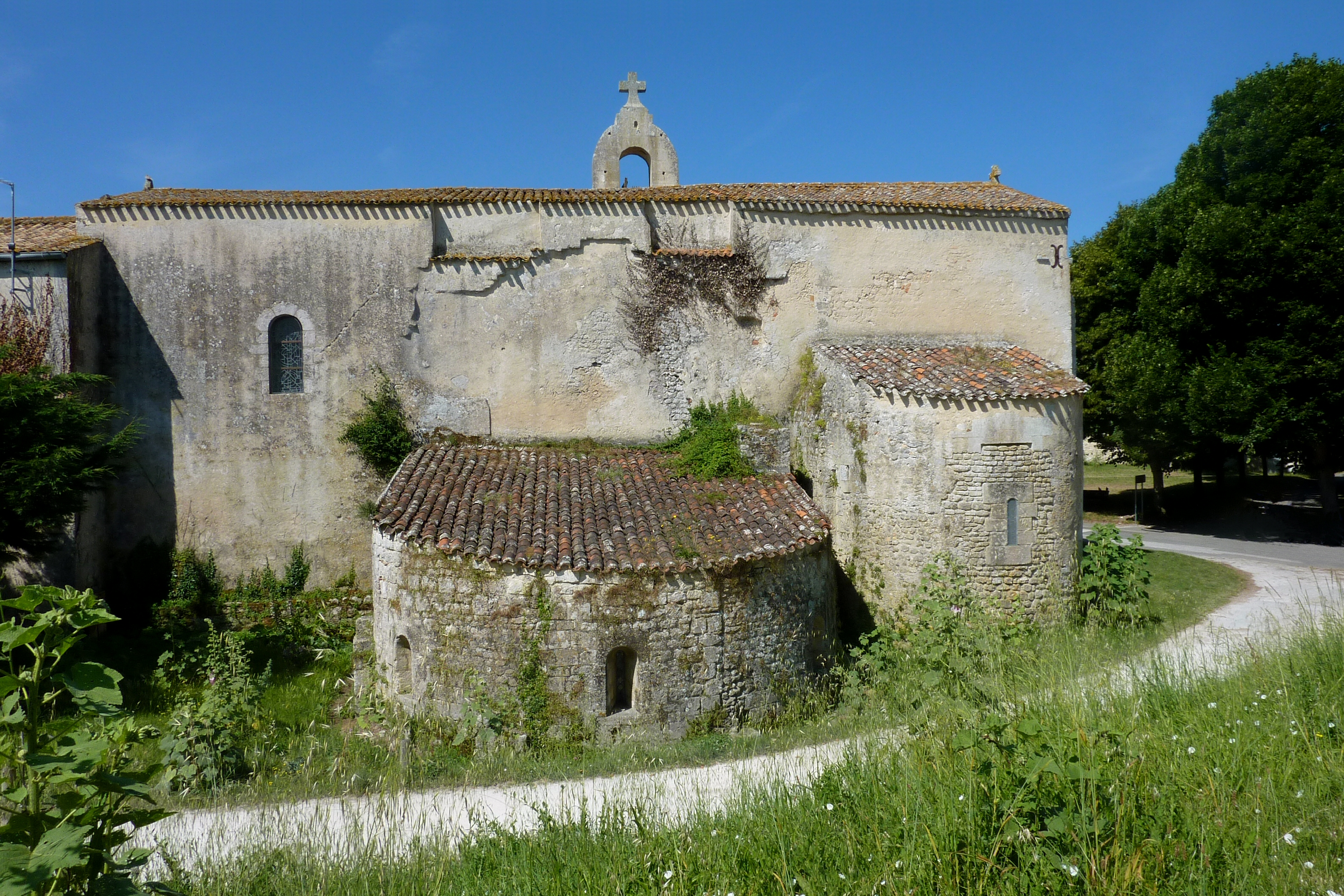
Église Saint-Martin